# Daurische molhamster
De Daurische molhamster (Myospalax aspalax)  is een zoogdier uit de familie van de Spalacidae. De wetenschappelijke naam van de soort werd voor het eerst geldig gepubliceerd door Peter Simon Pallas in 1776.

## Verspreiding
De soort komt voor op de steppen en landbouwgronden in het stroomgebied van de rivier Onon en Ingoda in Rusland, de oostelijke delen van het Changaigebergte en Hentigebergte in het noordoosten van Mongolië en de provincies Heilongjiang, Jilin, Liaoning, Binnen-Mongolië, Hebei en Shanxi in het noordoosten van China.